# Ecopedia
Ecopedia is de grootste Vlaamse kenniswebsite omtrent ecologie, natuurbeheer en bosbouw. De website is een initiatief van de Vlaamse natuurorganisaties Instituut voor Natuur- en Bosonderzoek, Inverde en Natuur en Bos. Het doel is om een centraal, digitaal platform te ontwikkelen waarop Vlaamse natuurorganisaties zelf kennis kunnen aanleveren/publiceren die voor iedereen makkelijk en gratis te raadplegen is. Organisaties die naast de initiatief nemende organisaties content leveren aan Ecopedia zijn onder andere het Agentschap voor Natuur en Bos, de Vlaamse Landmaatschappij en de provincies Oost-Vlaanderen, West-Vlaanderen, Limburg en Antwerpen.